# Colsa monticola
Colsa monticola är en insektsart som beskrevs av Victor Lallemand 1949. Colsa monticola ingår i släktet Colsa och familjen spottstritar. Inga underarter finns listade i Catalogue of Life.